# The Operation M.D.
The Operation M.D. (прежде называлась просто The Operation) — группа состоит из Доктора Динамита (англ. Dr. Dynamite) (Коун из Sum 41) и Доктора Рокко (англ. Dr. Rocco, Тодд Морс из H2O). Дебютный альбом группы «We Have an Emergency» был выпущен в феврале 2007 года компанией Aquarius Records. Первым синглом группы стала песня «Sayonara», клип на которую снял Стив Джоз из Sum 41. Позже вышел клип «Someone Like You» В настоящее время группа занята над своим вторым альбомом, который должен выйти в конце 2008 года.

## История
Как-то за бутылочкой пива у Тодда Морса (H2O) и Джейсона МакКэслина (Sum 41) возникла идея сколотить сторонний проект и творить экспериментально (гаражно) панковые вещи. Недолго думая, парни взяли себе псевдонимы Dr.Rocco (Тодд) и Dr.Dynamite (Коун). Идея получила название The Operation (позднее The Operation M.D.) и в феврале 2007-го, подписав контракт с звукозаписывающей студией Aquarius Records, был выпущен сначала сингл «Sayonara», а затем и дебютный альбом «We Have an Emergency» (У нас чрезвычайный случай).
Позднее был привлечён и Стиво 32, барабанщик Sum 41, для съёмок клипа Sayonara. На съёмочной площадке было очень весело и царила атмосфера настоящего панка. По словам Джоза, он давно так не отрывался.
Весной того же года The Operation M.D сняли ещё один клип на песню Someone Like You. Джоз снова принял в этом участие.
Затем Коун вернулся в Sum 41 и они вместе с Дериком Уибли и Стивом выпустили пятый по счету альбом Underclass Hero.
После этого The Operation M.D на некоторое время уходит в сторону — Sum 41 в поддержку своего нового альбома дают множество концертных туров совместно с Pennywise, The Vandals и Bowling For Soup. У Коуна совершенно нехватает времени на параллельные проекты.
Затем в марте 2010 года Доктора вновь собираются и в мае выпускают сингл «Birds + beestings». Параллельно с этим парни приступают к записи нового альбома, который вышел в июне 2010 года. Называется он «Birds + Bee Stings». Уже планируются съёмки клипа.

## Состав группы
- Тодд Морс (как Доктор Рокко) — вокал, гитара, клавишные
- Джейсон Коун МакКэслин (как Доктор Динамит) — вокал, бас-гитара, клавишные

## Другие участники группы
(Люди которые работали над альбомом)
- Матт Бранн — ударные
- Dr. Dinero[1] — ударные
- Dr. London[1] — гитара
- Dr. Space[1] — ударные
- Dr. Wo[1] — гитара
- Dr. Simpson[1] — ударные

## Дискография
- We Have an Emergency (2007) — Aquarius Records
- Birds + Bee Stings (2010)